# Iphicrate
Sauf précision contraire, les dates de cet article sont sous-entendues « avant l'ère commune » (AEC), c'est-à-dire « avant Jésus-Christ ».
Iphicrate, en grec ancien Ιφικράτης, est un stratège athénien du IVe siècle av. J.-C. reconnu pour ses talents militaires.

## Famille
Plutarque prétend qu'Iphicrate est né dans une famille modeste  : il serait le fils d’un cordonnier disciple d’Isocrate ; en réalité, Christian Settipani a démontré que cette origine social est peu probable, en effet, Iphicrate exerce des fonctions politiques alors qu'il est relativement jeune et en 387 av. J.-C., alors âgé de 26 ans, il épouse la sœur d'un roi Thrace. Il est plus probablement issue de la bourgeoisie voire de la petite aristocratie. Son père est Thimothée (Thimotheos), plus probablement Bourgeois que cordonnier, ou alors possesseur de cordonnerie. On lui connait un frère, Thésias, chorège vers 350. De son épouse, sœur du roi Thrace Cotys, on lui connait deux fils et une fille :
- Menestheus, né vers 386, mort entre 333 et 324, épouse la fille de Thimothée dont ils ont probablement un fils, Ménesthéos (né vers 360), lui même père d'un dénommé Périclés, bouleute en 303.
- Iphicrates, né vers 380 ;
- Iphidike[2].

## Biographie
Iphicrate se fait rapidement repérer par Callistratos, un homme politique riche et influent qui le prend en charge. Il remporte plusieurs victoires sur les Spartiates en 393 av. J.-C. et prend une flotte syracusaine auxiliaire des Spartiates. En 390, il détruit une mora spartiate lors la bataille de Léchaion, sous les murs de Corinthe grâce à l’utilisation d’un bataillon de peltastes, un corps de fantassins légers qu'il créa et forma à la guérilla. En 386, au moment de la Paix du Roi, dite « paix d’Antalcidas  » du nom de son principal négociateur spartiate, il part en Thrace au service du roi Cotys dont il épouse la fille en secondes noces. En 380, il entre au service du satrape perse Pharnabaze pour qui il combat en Égypte. En 373, il revient à Athènes après treize ans d’absence. Il est élu stratège et remporte un succès à Corcyre, ralliant toutes les cités de la région à la Confédération athénienne.
Entre 368 et 365, il commande les forces athéniennes en Thrace et dans le Nord de la Mer Égée, puis il est remplacé par son rival Timothée. Iphicrate retourne alors au service du roi Cotys avant de le laisser en 362, lorsque la situation se tend entre les Athéniens et ce dernier. Iphicrate s’exile alors en Thrace où il vit quelque temps avant de revenir à Athènes. Il est de nouveau élu stratège avec son fils Ménesthée ; ils participent à la bataille d'Embata, près d’Érythrées, qui voit la défaite décisive d’Athènes en 356. Accusés par le stratège Charès, Iphicrate et son fils sont tous deux acquittés. Il meurt vers 352.